# Illizi
Illizi (em árabe: إلـيـزي) é uma cidade e comuna, e a capital da província homônima, localizada na Argélia. De acordo com o censo de 2008, a população total da cidade era de 17 252 habitantes.